# Nerv accesor

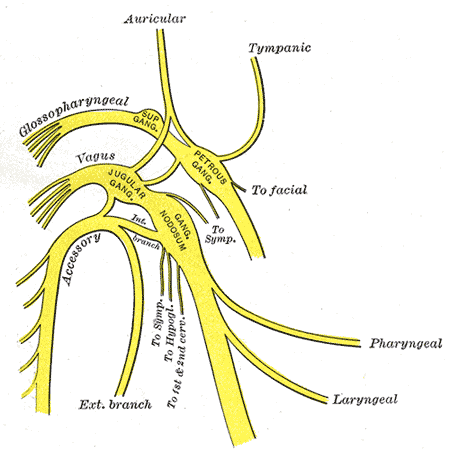
Planul porțiunilor superioare ale nervilor glosofaringian, vag și accesor

Nervul accesor (latină: nervus accessorius) este un nerv cranian care inervează motor sternocleidomastoidianul, trapezul și unii mușchi intrinseci ai laringelui. În literatura timpurie, acest nerv a fost descris ca fiind constituit din două rădăcini: craniană (bulbară) și spinală. În prezent, se consideră că rădăcina spinală a nervului accesor este compusă din fibre vagale aberante, provenite din nucleul ambiguu din bulb. Aceste fibre vagale formează în mod colectiv o rădăcină distinctă pe măsură ce acestea emerg din trunchiul cerebral. Pe de altă parte, fibrele nervului accesor spinal își au originea în nucleul accesor spinal, localizat în partea posterolaterală a coarnelor ventrale ale măduvei C2–C5 (sau C6). Embriologic, nervul accesor derivă din placa bazală a segmentelor spinale embrionare C1–C6.

## Origine

### Origine reală

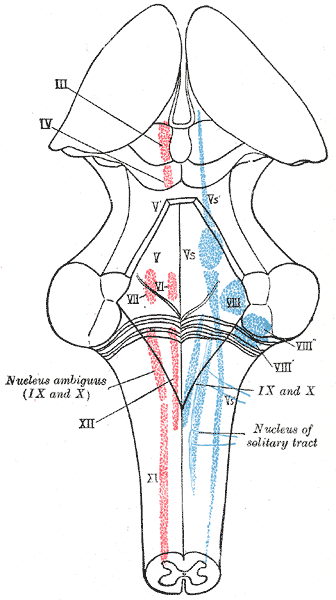
Reprezentare schematică a nucleilor trunchiului cerebral. Nucleul spinal al nervului accesor (vizibil în stânga imaginii) se întinde de la joncțiunea dintre măduvă și bulb până în dreptul vertebrei cervicale C5.

Accesorul spinal își are originea reală în nucleul motor format din neuronii somatomotori ai grupului anterolateral din substanța cenușie a coarnelor anterioare ale măduvei cervicale (C1–C5). Axonii neuronilor somatomotori străbat rădăcina spinală, nervul XI și ramura externă a acestuia și inervează mușchii sternocleidomastoidian și trapez.
Accesorul bulbar își are originea în nucleul ambiguu alături de nucleii motori ai nervilor glosofaringian și vag. Nucleul ambiguu este format din mai multe subgrupe de nuclei. Din ⅓ caudală a nucleului emerg fibre care intră în componența nervului XI (prin rădăcina craniană). Acest nucleu primește aferențe corticonucleare bilaterale și trimite eferențe VES (fibre branhiomotorii) care vor străbate rădăcina craniană a nervului XI, nervul XI și ramura internă a acestuia. Aceasta pătrunde în ganglionul inferior al nervului X, fibrele VES ajungând prin nervul laringeu recurent la mușchii laringelui (cu excepția mușchiului cricotiroidian).

### Origine aparentă
Rădăcina spinală are originea aparentă prin 5–6 rădăcini la nivelul măduvei cervicale C1–C5 pe fața externă a funiculului lateral, la jumătatea distanței dintre rădăcinile posterioare și anterioare ale nervilor spinali. Rădăcina craniană emerge din bulbul rahidian la nivelul șanțului lateral posterior al bulbului sub forma a 4–5 filete care se unesc pentru a forma rădăcina propriu-zisă.

## Traiect
De la nivelul originii aparente rădăcina bulbară se orientează spre lateral spre gaura jugulară, în timp ce filetele nervoase ale rădăcinii spinale au un traiect ascendent între ligamentul dințat și rădăcinile dorsale ale nervilor spinali cervicali, pătrund în craniu prin gaura ooccipitală posterior de artera vertebrală și se orientează lateral spre gaura jugulară unde se vor uni cu filetele rădăcinii bulbare. Părăsind gaura jugulară, nervul accesor se divide la nivelul spațiului laterofaringian în două ramuri terminale, externă și internă.

## Considerații clinice
Nervul accesor este vulnerabil la leziuni datorită traiectului său lung și superficial în partea posterioară a gâtului.